# Miss USA 2023
Miss USA 2023 là cuộc thi Hoa hậu Hoa Kỳ lần thứ 72, cuộc thi được tổ chức vào ngày 29 tháng 9 năm 2023 tại Khu nghỉ dưỡng Grand Sierra ở Reno, tiểu bang Nevada. Morgan Romano từ Bắc Carolina đã trao lại vương miện cho Noelia Voigt đến từ Utah với tư cách là người kế nhiệm của cô khi kết thúc sự kiện, cô đã đại diện cho Hoa Kỳ tại cuộc thi Hoa hậu Hoàn vũ 2023 và dừng chân tại vị trí Top 20. 
Noelia đã từ bỏ danh hiệu vào ngày 6 tháng 5, 2024 vì vấn đề sức khoẻ tinh thần của cô không được tốt. Á hậu 1 Savannah Gankiewicz đến từ Hawaii sau đó được công bố là người kế nhiệm vào ngày 9 tháng 5, 2024.
Đây là lần đầu tiên cuộc thi được tổ chức dưới quyền sở hữu của nhà thiết kế thời trang Laylah Rose và được phát trực tuyến trên trang web và ứng dụng di động của The CW. Đây cũng là phiên bản cuối cùng có giới hạn độ tuổi trên 28 tuổi.

## Thông tin cuộc thi

### Địa điểm

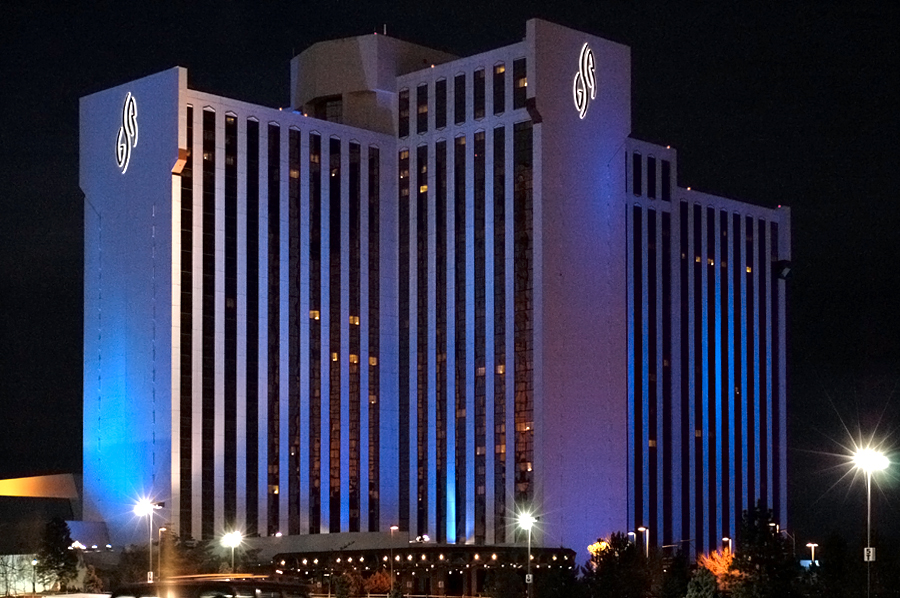
Khu nghỉ dưỡng Grand Sierra ở Reno, Nevada, nơi đăng cai cuộc thi Hoa hậu Mỹ 2023

Vào ngày 14 tháng 7 năm 2022, có thông tin cho rằng cuộc thi sẽ được tổ chức tại Reno, Nevada, với việc thành phố đạt được thỏa thuận ba năm để đăng cai cuộc thi từ năm 2022 đến năm 2024. 
Đây sẽ là lần thứ ba cuộc thi được tổ chức tại Reno và là năm thứ hai liên tiếp cuộc thi được tổ chức tại thành phố này, sau Miss USA  2019 và 2022. Chủ tịch tổ chức Miss USA lúc bấy giờ là Crystle Stewart cho biết địa điểm được chọn để tôn vinh Cheslie Kryst, người đã đăng quang Hoa hậu Mỹ 2019 tại cùng địa điểm và đã qua đời vì tự sát vào tháng 1 năm 2022.
Vào ngày 7 tháng 10, giấy phép của Hoa hậu Mỹ và cuộc thi chị em Miss Teen USA đã bị đình chỉ và trả lại cho Tổ chức Hoa hậu Hoàn vũ do bị cáo buộc gian lận trong cuộc thi trước đó. Vào tháng 8 năm 2023, có thông báo rằng Crystle Stewart đã từ chức chủ tịch Tổ chức Hoa hậu Hoa Kỳ.  Cô được thay thế bởi nhà thiết kế thời trang Laylah Rose.

### Lựa chọn thí sinh
Bắt đầu với phiên bản này, Tổ chức Hoa hậu Hoàn vũ đã thông báo rằng họ sẽ chấp nhận những phụ nữ và bà mẹ đã lập gia đình tham gia cuộc thi. Luật này lần đầu tiên được sử dụng trong năm kỳ thi đầu tiên trước khi được sửa đổi vào năm 1957.
Vào tháng 9 năm 2023, người chiến thắng Hoa hậu Mỹ 2022 R'Bonney Gabriel thông báo rằng tổ chức sẽ bỏ giới hạn độ tuổi bắt đầu từ năm 2024, đặc biệt là đối với các cuộc thi quốc gia liên quan. Phụ nữ trưởng thành từ 29 tuổi trở lên cũng đủ điều kiện tham gia. Trước đây, thí sinh phải ở độ tuổi từ 18 đến 28 khi bắt đầu cuộc thi.
Các đại biểu từ 50 tiểu bang và Đặc khu Columbia được chọn trong các cuộc thi cấp bang bắt đầu vào tháng 9 năm 2022 và dự kiến kết thúc vào tháng 8 năm 2023, vì lịch trình cuộc thi cấp bang có thể trở nên rất dày đặc giữa cuộc thi cấp bang cuối cùng được tổ chức từ năm 2022. Cuộc thi cấp bang đầu tiên là Idaho, được tổ chức vào ngày 11 tháng 9 năm 2022, và cuộc thi cuối cùng của cấp bang là New York, dự kiến được tổ chức vào ngày 6 tháng 8 năm 2023. Maine trở thành Hoa hậu Hoa Kỳ đã kết hôn đầu tiên sau 66 năm kể từ khi kết hôn vào tháng 4 năm 2023. 9 người là hoa hậu tiểu bang từng chiến thắng tiểu bang Hoa hậu Thiếu niên Hoa Kỳ, 2 người là từng chiến thắng tiểu bang Hoa hậu Thế giới Mỹ, 1 người khác từng thắng Hoa hậu Thiếu niên xuất sắc của Mỹ, 3 người là từng thắng cấp bang Miss America và một người là cựu Hoa hậu Siêu quốc gia Zambia.

## Kết quả

### Thứ hạng
| Kết quả       | Thí sinh |
| ------------- | --- |
| Miss USA 2023 | - Utah – Noelia Voigt (từ bỏ) - Hawaii – Savannah Gankiewicz (thay thế) |
| Á hậu 2       | - Wisconsin – Alexis Loomans |
| Á hậu 3       | - Pennsylvania – Jasmine Daniels |
| Á hậu 4       | - Texas – Lluvia Alzate |
| Top 20        | - Alabama – Sophie Burzynski - Arkansas – Mackenzie Hinderberger - California – Tianna Clark - Connecticut – Karla Aponte Roque - Đặc khu Columbia – Cassie Baloue - Florida – Caroline Dixon - Illinois – Samantha Elliott - Maryland – Savena Mushinge - Nevada – Josie Stephens - New Jersey – Derby Chukwudi - New Mexico – Bianca Wright § - Bắc Carolina – Jordyn McKey - Nam Carolina – Kirby Elizabeth Self - Virginia – Ashley Williams - Washington – Samantha Gallia |

§: Thí sinh được vào top 20 nhờ bình chọn qua mạng.

### Thứ tự công bố
| 1. Illinois 2. Đặc khu Columbia 3. Texas 4. California 5. Pennsylvania 6. Connecticut 7. Hawaii 8. New Jersey 9. Florida 10. Alabama 11. Virginia 12. Nam Carolina 13. Utah 14. Arkansas 15. Nevada 16. Bắc Carolina 17. Washington 18. Wisconsin 19. Maryland 20. New Mexico | 1. Wisconsin 2. Texas 3. Utah 4. Hawaii 5. Pennsylvania |

### Giải thưởng phụ
| Giải phưởng                | Thí sinh                         |
| -------------------------- | -------------------------------- |
| Trang phục bang đẹp nhất   | - Hawaii – Savannah Gankiewicz   |
| Hoa hậu thân thiện         | - Alaska – Jordan Naylor         |
| Hoa hậu ảnh                | - Massachusetts – Annika Sharma  |
| Phỏng vấn tốt nhất         | - Hawaii – Savannah Gankiewicz   |
| Diễn dạ hội tốt nhất       | - Pennsylvania – Jasmine Daniels |
| Diễn áo tắm tốt nhất       | - Texas – Lluvia Alzate          |
| Giải thưởng ảnh hưởng nhất | - Mississippi – Sydney Russell   |

## Cuộc thi
Tất cả thời gian trong bài viết này là Múi giờ Thái Bình Dương (UCT-7)

### Bán kết
Chương trình truyền hình bị trì hoãn của Cuộc thi sơ khảo Hoa hậu Mỹ 2023 đã được phát sóng trên trang Youtube chính thức của Hoa hậu Mỹ vào lúc 5 giờ chiều ngày 28 tháng 9. (ICT/giờ Las Vegas).

### Hội đồng giám khảo
- Nicole Miller – Nhà thiết kế thời trang[14]
- Vivica A. Fox – Nữ diễn viên[14]
- Emina Cunmulaj Nazarian – Người mẫu[14]
- Patrick Starrr – Doanh nhân làm đẹp[14]
- Luann de Lesseps – Người dẫn truyền hình thực tế[14]

## Thí sinh
51 thí sinh đã cạnh tranh cho danh hiệu. 
| Bang             | Thí sinh                   | Tuổi | Quê quán         | Ghi chú |
| ---------------- | -------------------------- | ---- | ---------------- | --- |
| Alabama          | Sophie Burzynski           | 22   | Auburn           | |
| Alaska           | Jordan Naylor              | 25   | Anchorage        | Trước đây là Hoa hậu Thiếu niên nổi bật Alaska 2012                                                                            |
| Arizona          | Candace Kanavel            | 27   | Tempe            | |
| Arkansas         | Mackenzie Hinderberger     | 24   | Farmington       | Trước đây là Hoa hậu Tuổi Teen Hoa Kỳ Arkansas 2018                                                                            |
| California       | Tianna Clark               | 27   | Perris           | |
| Colorado         | Arianna Lemus              | 27   | Gunnison         | |
| Connecticut      | Karla Aponte Roque         | 27   | Branford         | |
| Delaware         | Noa Mills                  | 25   | Middletown       | |
| Đặc khu Columbia | Cassie Baloue              | 25   | Washington, D.C. | |
| Florida          | Caroline Dixon             | 25   | Palm Harbor      | |
| Georgia          | Rachel Russaw              | 24   | Atlanta          | |
| Hawaii           | Savannah Gankiewicz        | 27   | Wailea           | Trước đây là Mutya ng Pilipinas Cộng đồng người Philippines ở nước ngoài 2017                                                  |
| Idaho            | Hannah Menzner             | 27   | Boise            | Trước đây là Hoa hậu Tuổi Teen Hoa Kỳ Idaho 2014                                                                               |
| Illinois         | Samantha Elliott           | 22   | Freeport         | |
| Indiana          | Haley Jordan               | 25   | Pittsboro        | |
| Iowa             | Grace Lynn Keller          | 24   | Coralville       | Trước đây là Hoa hậu Iowa 2021                                                                                                 |
| Kansas           | Haley Berger               | 22   | Lawrence         | Con gái của Prathumrat Woramali Berger, Hoa hậu Thế giới Thái Lan 1989                                                         |
| Kentucky         | Madalyne Kinnett           | 22   | Lexington        | |
| Louisiana        | Sylvia Masters             | 28   | Houma            | |
| Maine            | Juliana Morehouse Locklear | 23   | Portland         | Người giữ danh hiệu Hoa hậu Mỹ tiểu bang đầu tiên kết hôn Con gái của Lynn Jenkins Morehouse, Hoa hậu Bắc Carolina Hoa Kỳ 1994 |
| Maryland         | Savena Mushinge            | 26   | Germantown       | Trước đây là Hoa hậu Siêu quốc gia Zambia 2022                                                                                 |
| Massachusetts    | Annika Sharma              | 22   | Newton           | Trước đây là Hoa hậu Tuổi Teen Hoa Kỳ Massachusetts 2020                                                                       |
| Michigan         | Alexis Fagan-Williams      | 22   | Detroit          | |
| Minnesota        | Sarah Anderson             | 20   | Maple Grove      | |
| Mississippi      | Sydney Russell             | 24   | Collinsville     | |
| Missouri         | Autumn Black               | 24   | Kansas City      | |
| Montana          | Madyson Rigg               | 26   | Kalispell        | Trước đây là Hoa hậu Tuổi Teen Hoa Kỳ Montana 2014                                                                             |
| Nebraska         | Mimi Wood                  | 24   | Omaha            | |
| Nevada           | Josie Stephens             | 28   | Fallon           | |
| New Hampshire    | Britney Lane               | 26   | Hooksett         | |
| New Jersey       | Derby Chukwudi             | 25   | Hoboken          | |
| New Mexico       | Bianca Wright              | 28   | Anthony          | |
| New York         | Rachelle Di Stasio         | 26   | New York         | |
| Bắc Carolina     | Jordyn McKey               | 25   | Charlotte        | |
| Bắc Dakota       | Monni Nyaribo              | 27   | Grand Forks      | |
| Ohio             | Mackenzie Schutt           | 27   | Westerville      | |
| Oklahoma         | Liv Walbeck                | 21   | Norman           | |
| Oregon           | Manju Bangalore            | 25   | Corvallis        | |
| Pennsylvania     | Jasmine Daniels            | 26   | Collegeville     | Trước đây là Hoa hậu Tuổi Teen Hoa Kỳ Pennsylvania 2015                                                                        |
| Rhode Island     | Mary Malloy                | 26   | Cumberland       | Trước đây là Hoa hậu Tuổi Teen Hoa Kỳ Rhode Island 2015                                                                        |
| Nam Carolina     | Kirby Elizabeth Self       | 23   | Greenwood        | Trước đây là Hoa hậu Tuổi Teen Hoa Kỳ Nam Carolina 2015                                                                        |
| Nam Dakota       | Amber Hulse                | 25   | Hot Spring       | Trước đây là Hoa hậu Nam Dakota 2019 và 2020                                                                                   |
| Tennessee        | Regan Ringler              | 26   | Nashville        | |
| Texas            | Lluvia Alzate              | 26   | Houston          | |
| Utah             | Noelia Voigt               | 23   | Park City        | |
| Vermont          | Jenna Howlett              | 21   | Bridport         | Trước đây là Hoa hậu Tuổi Teen Hoa Kỳ Vermont 2019                                                                             |
| Virginia         | Ashley Williams            | 24   | Reston           | Cựu hoạt náo viên chuyên nghiệp của đội cổ vũ Miami Dolphins                                                                   |
| Washington       | Samantha Gallia            | 25   | Seattle          | |
| Tây Virginia     | Nevaeh Harmon              | 21   | Charleston       | |
| Wisconsin        | Alexis Loomans             | 21   | Waunakee         | Trước đây là Hoa hậu Tuổi Teen Hoa Kỳ Wisconsin 2018                                                                           |
| Wyoming          | Beck Bridger               | 27   | Sheridan         | Trước đây là Hoa hậu Wyoming 2018                                                                                              |